# Jérémy Bescond
Jérémy Bescond (Douarnenez, Finisterre, 27 de febrer de 1991) és un ciclista professional francès. Actualment corre a l'equip HP BTP-Auber 93.

## Palmarès en ruta
- 2009
  - Vencedor d'una etapa al Tour du Valromey
- 2015
  - 1r al Gran Premi Delorme-Eurocapi
- 2016
  - 1r al Gran Premi Gilbert-Bousquet